# Liste de personnalités de Vaucluse
 (octobre 2022).
Si vous disposez d'ouvrages ou d'articles de référence ou si vous connaissez des sites web de qualité traitant du thème abordé ici, merci de compléter l'article en donnant les références utiles à sa vérifiabilité et en les liant à la section « Notes et références ».
Article principal : Vaucluse
Cette liste présente des personnes célèbres nées, décédées, vivant ou ayant vécu sur le territoire de l'actuel département de Vaucluse.

## Artistes

### Acteurs de cinéma et de théâtre
- Antoine Trial
- Lou Tchimoukow
- Antonin Berval
- Fernand Sardou
- Jean-Marie Bon
- Roger Joubert
- Jean-Charles Chagachbanian

### Dessinateurs
- Louis Fernez

### Peintres
- Pierre Parrocel
- Claude Joseph Vernet
- Antoine Roussin
- Édouard-Auguste Imer
- Pierre Grivolas
- Antoine Grivolas
- Paul Saïn
- Jules Flour
- Raymond Guerrier
- André Jordan
- Joseph Meissonnier
- Claude Firmin
- Clément Brun
- Alfred Lesbros
- Auguste Roure
- Louis Agricol Montagné
- Alfred Bergier
- Joseph Hurard
- Victor Crumière
- Franz Priking
- Michel Trinquier (né en 1931) - Peintre
- Michel Moskovtchenko

### Photographes
- Pierre-Yves Massot

### Sculpteurs
- Pierre Bondon
- Jean-Louis Brian
- Antoine Le Moiturier
- Claude-André Férigoule
- Jean-Pierre Gras

### Architectes
- François de Royers de la Valfenière
- Pierre II Mignard
- Jean Péru
- Jean-Baptiste Franque
- François II Franque

### Écrivains
- Théodore Aubanel
- Daniel Arsand
- Yves Berger
- Pierre Boulle
- Henri Bosco
- Albert Camus
- Gil Jouanard
- Pétrarque
- Antoine Peyrol
- Mazarine Pingeot-Mitterrand
- Armand de Pontmartin
- Jeanne-Marie Petitjean de la Rosière
- Henri Rode

### Poètes
- Gil Jouanard
- Paul Manivet
- Paul Giéra
- Jean Brunet
- Théodore Aubanel
- Jean Breton
- Bernar Mialet
- René Char

## Musiciens

### Interprètes(instruments)
- Jean-Joseph Mouret
- Thomas Girard
- Jean-Claude Malgoire
- Jérôme Ducros

### Compositeurs
- Michel Petrucciani
- Jean-Claude Trial
- Georges Aubanel
- Olivier Messiaen
- Guy Bonnet
- Béatrice Tékielski dite « Mama Béa »

### Chanteurs
- Emma Daumas
- Dave
- Mireille Mathieu
- Michelle Torr
- Naima Belkhiati
- Eva Lopez
- Christophe Maé
- Rachel

## Philosophes
- René Girard (1923-2015) – Philosophe, académicien

## Historiens
- Joseph Sautel
- Agricol-Joseph Fortia d'Urban
- Fernand Benoit
- Sylvain Gagnière
- Jacques Revel
- Agnès Cabrol

## Personnalités politiques
- Édouard Daladier
- Agricol Perdiguier

### Ministres
- Bernard Kouchner

### Maires
Voir : Liste des maires de Vaucluse

## Scientifiques
- Esprit Pezenas
- Jean-Pierre Luminet

## Sportifs
- Jean Alesi
- Michaël Guigou
- Patrick Cubaynes
- Éric Di Meco
- Éric Garcin
- Patrick Collot
- André Biancarelli
- Rémi Rippert
- Nicolas Marx
- Bruno Savry
- Samy Schiavo
- Boris Chambon
- Cédric Mouret
- Boumedienne Allam
- Cédric Carrasso
- Jérôme Pérez
- Camille Ayglon
- Jonathan Lacourt
- Johann Carrasso
- Jérémie Azou
- Benoît Paire
- Younès Belhanda
- Tony Gigot
- Jean Ragnotti

## Nobles
- Jacques-François Brémond de Saint-Christol

## Divers

### Média
- Pierre Favier